# У самовара
«У самовара» (пол. Pod samowarem) — песня, которую сочинила польский композитор из Варшавы Фанни Гордон, в замужестве Квятковская.

## История
Песня написана в 1931 году (по другим сведениям — в 1929 году) в стиле фокстрот для варшавского театра-ревю «Морской глаз» (пол. «Morskie oko»). Текст первоначально написал владелец этого театра Анджей Власт, впоследствии Фанни переделала текст сама.
В 1933 году пластинка с песней была издана фирмой «Полидор» в Риге. В том же году эту песню записал Пётр Лещенко в студии венского филиала фирмы «Columbia».

### Литва
В 1931 году фокстрот Фанни Гордон в т. н. литовском варианте (лит. «Palangos jūroj») исполнил один из родоначальников литовской эстрады Даниэлюс Дольскис в Каунасе. Была записана пластинка с этим произведением. В 1932 году жители Вилльского края называли Балтийское море «Палангским», отсюда и название «Palangos jūroj».
Текст «Palangos jūroj» по содержанию не имел ничего общего с текстом Фанни Гордон:
   Palangos jūroj nuskendo mano meilė

   Ir šaltos bangos jos neatiduos.

   Raminantis man vėjo balsas girdis,

   Bet mano sielos jis negal paguost.
Перевод:
   В Паланге в море утонула любовь моя,

   И холодные волны не вернут её.

   Я слышу успокаивающий голос ветра,

   Но моей души он не может утешить.

### Советский Союз
В феврале 1934 года джаз-оркестр Леонида Утёсова также выпустил пластинку с песней «У самовара», но без указания автора, а с 1975 года — с фиктивным авторством: «обработка Л. Дидерихса, слова В. Лебедева-Кумача». В 1979 году авторство Фанни Гордон было признано официально. Историк советской грамзаписи Глеб Скороходов отмечал, что первый экспериментальный экземпляр утёсовской пластинки вышел с бумажной этикеткой, подписанной от руки: «У самовара. Леонид Утесов». В тираж же пластинка вышла с указанием только исполнителя — Утёсова и аранжировщика мелодии — Симона Кагана.
При переиздании записей Утёсова в 1975 году для обхода цензуры Утёсовым была придумана фиктивная подпись «обработка Л. Дидерихса, слова В. Лебедева-Кумача»: ни Дидерихса, ни Лебедева-Кумача уже давно не было в живых.
Песня стала очень популярна в Советском Союзе. 23 сентября 1934 года И. Ильф и Е. Петров опубликовали фельетон «У самовара» в газете «Правда», где, в частности, писали: «художественный ансамбль с удесятерённой силой и в бешеном темпе исполняет „Песнь индийского гостя“, переделанную в фокстрот. В ресторане киевского вокзала тоже играет оркестр „У самовара я и моя Маша“. Под эти жизнерадостные звуки среди пальм, заляпанных извёсткой, бродят грязные официанты… В „Кавказской Ривьере“, лучшей курортной гостинице на Чёрном море, роль органа передана радиофицированному граммофону. Без перерыва гремят фокстроты».
Песню исполняли Лео Моноссон, Пётр Лещенко, Леонид Утёсов, Борис Штоколов, Александр Малинин.

## Слова песни
У самовара я и моя Маша,

А на дворе совсем уже темно.

Как в самоваре, так кипит страсть наша.

Смеётся месяц весело в окно (Смеётся хитро месяц нам в окно).

Маша чай мне наливает,

И взор её так много обещает.

У самовара я и моя Маша

Вприкуску чай пить будем до утра!

## Оригинальные слова песни на польском языке
Znów jest maj, ten sam,

Kasztany kwitną znów ogromnie.

Naplewat' mnie tam!

Ja jedno wiem i jedno pomnę:

Pod samowarem siedzi moja Masza,

Ja mówię «tak», a ona mówi «nie».

Jak w samowarze kipi miłość nasza,

Ja gryzę pestki, ona na mnie klnie.

Potem nagle po całusku

Wydziela do herbaty na prikusku.

Pod samowarem siedzi moja Masza

I jak herbata tak naciąga mnie!

Przyszli, wzięli nam

Firanki, szubę, stół i łóżko.

Naplewat' mnie tam,

Bo ja o jednym myślę duszko.

Pod samowarem siedzi moja Masza…